# Moszkhión (orvos)
Moszkhión (?) orvos
Életéről semmit sem tudunk, működésének ideje is ismeretlen. Galénosz gyakran hivatkozik rá. Írt egy munkát a női betegségekről „Peri tón günaikeión pathón" címmel.